# Newton (Kansas)
Pour les articles homonymes, voir Newton.
La ville de Newton est le siège du comté de Harvey, situé dans l’État du Kansas, aux États-Unis. Sa population s’élevait à 19 132 habitants lors du recensement de 2010, estimée à 19 105 habitants en 2016.

## Source
- (en) Cet article est partiellement ou en totalité issu de l’article de Wikipédia en anglais intitulé « Newton, Kansas » (voir la liste des auteurs).